# Gemeiner Reisigbock
Der Gemeine Reisigbock (Obrium brunneum) ist ein Käfer aus der Familie der Bockkäfer. Er wird auch Flachdeckenbock genannt. Sein deutscher Name verrät bereits, dass er zumindest stellen- und zeitweise häufig (gemein) ist. Allerdings findet man ihn eher auf Blüten als an Reisighaufen.
Die Art wird in den Ländern Brandenburg und  Sachsen-Anhalt als stark gefährdet, in Schleswig-Holstein als gefährdet eingestuft. In Mecklenburg-Vorpommern gilt sie als nicht gefährdet.
|                             |                           |
| Abb. 1: Oberseite           | Abb. 2: Unterseite        |
|                             |                           |
| Abb. 3: Seitenansicht       | Abb. 4: Seitenansicht     |
|                             |                           |
| Abb. 5: Kopf, Vorderansicht | Abb. 6: Kopf, Seite, Auge |

## Bemerkungen zum Namen und Systematik
Der Name "Gemeiner Reisigbock" bringt zum Ausdruck, dass die Art häufig in Reisig gefunden wird. "Flachdeckenbock" wird der Käfer wegen der abgeflachten Flügeldecken genannt. Der Gattungsname "Obrium" ist von  altgr. óbria abgeleitet, womit die Jungen von Tieren bezeichnet werden. Die Gattung wird in Europa nur durch zwei Arten repräsentiert, weltweit jedoch werden 66 Arten der Gattung zugerechnet. Der Artname brunneum (lat. braun) spielt auf die Körperfarbe an, die jedoch auch auf die zweite europäische Art zutrifft. Die Art wurde erstmals 1792 von Fabricius unter dem Namen Saperda brunnea als 45. Art der Gattung Saperda beschrieben.

## Beschreibung des Käfers
Der Körper ist schlank und einheitlich rötlich braun, auch der Hinterleib. Nur die Augen sind schwarz. Körper und Flügeldecken sind gelblich behaart. Die Behaarung ist kurz und spärlich. Die Körperlänge schwankt stark und bewegt sich zwischen vier und sieben Millimetern.
Der Kopf ist nach vorn gestreckt. Er ist wie der Halsschild mäßig stark und zerstreut punktiert (Abb. 3 bei voller Auflösung und Abb. 6). Er ist etwa so breit wie der Halsschild, einschließlich der nierenförmigen Augen sogar breiter als dieser. Hinter den Augen wird der Kopf etwas schmäler, aber er ist nicht wie bei den Schmalböcken kantig abgesetzt. Beim Männchen ist der Scheitel zwischen den Augen gewölbt und etwa so breit wie ein Auge, beim Weibchen ist der Scheitel zwischen den Augen flach und viel breiter als ein Auge.
Die Augen sind um die Fühlerbasis stark ausgeschnitten, in der oberen Hälfte ist das Auge deshalb eher sichelförmig als nierenförmig (Abb. 6). Die Ommatidien sind relativ groß (grob facettiert) (Einzelaugen in Abb. 6 erkennbar).
Die elfgliedrigen Fühler sind beim Männchen viel länger, beim Weibchen etwas länger als der Körper. Das dritte und vierte Glied sind etwa gleich lang. Das zweite Fühlerglied ist wesentlich kürzer als das dritte, aber nicht ringförmig. Die ersten vier Segmente tragen nur vereinzelt Haare.
Die Mundwerkzeuge sind nach vorn gerichtet. Das Endglied der Kiefertaster ist nicht lang messerförmig und weit hervorragend wie bei der ähnlichen Gattung Axinopalpus, sondern länglich eiförmig und am Ende abgestutzt (in Abb. 5 links gut erkennbar).
Der Halsschild ist zylindrisch und länger als breit. Vorn und besonders hinten ist er eingeschnürt, auf halber Länge trägt er seitlich je einen stumpfen Höcker. Er ist nicht mit wenigen feinen Punkten punktiert wie bei anderen Arten der Gattung Obrium, sondern die Punktierung ist zerstreut bis dicht und mäßig stark (Abb. 6).
Die Flügeldecken bedecken den Hinterleib völlig, lediglich das Analsegment kann darunter hervorragen. Die Flügeldecken sind breiter als der Halsschild. Sie haben deutliche Schultern und ihre Seiten verlaufen nahezu parallel. Sie sind etwa dreimal so lang wie breit. Hinten sind sie etwas verbreitert und dann gemeinsam halbkreisförmig abgerundet. Die Punktierung der Flügeldecken ist dichter und deutlicher als am Kopf und Halsschild, im hinteren Drittel aber sehr fein. Das Schildchen ist dreieckig.
Die Vorderhüfthöhlen sind hinten geschlossen, die Vorderhüften berühren sich (Abb. 2). Die Tarsen der Beine sind scheinbar viergliedrig (pseudotetramer), da das sehr kleine vierte Tarsenglied im Spitzenausschnitt des dritten Glieds verborgen ist.

## Biologie
Die Art ist besonders in montanen Lagen in Misch- oder Nadelwäldern anzutreffen. Die Käfer meiden direktes Sonnenlicht. Man findet sie an morschen und toten Ästen und dünnem Reisig, aber auch auf blühenden Kräutern und Sträuchern.
Die Imago ist tagaktiv, man findet den Käfer auf Blüten. Die Art wird zur Gilde der Frischholzbesiedler gezählt. Die Entwicklung ist einjährig. Die Larve findet man in verschiedenen Nadelbäumen, hauptsächlich in Fichte und Tanne aber auch Kiefer und Lärche oder exotischen Koniferen. Sie frisst in frisch gefällten oder toten Zweigen oder Aststümpfen unter der Rinde. Die Verpuppung erfolgt im Frühjahr. Die Puppenwiege wird in das äußere Splintholz genagt.
Die Larve wird von der Schlupfwespe Xorides irrigator parasitiert.

## Vorkommen und Verbreitung
Man findet den Käfer in Mitteleuropa vornehmlich in hügeligen und gebirgigen Gegenden von Mai bis August. Er bevorzugt den Waldesrand. Er besucht zur Nahrungsaufnahme gern Blüten, besonders Doldenblütler im Halbschatten.
Das Verbreitungsgebiet hat sein Zentrum in Mittel- und Zentraleuropa. In Südeuropa und Nordeuropa ist der Käfer seltener. Östlich erstreckt sich das Verbreitungsgebiet über den Kaukasus hinaus, jedoch nur bis Armenien und Iran.